# Дубовцы (Черновицкая область)

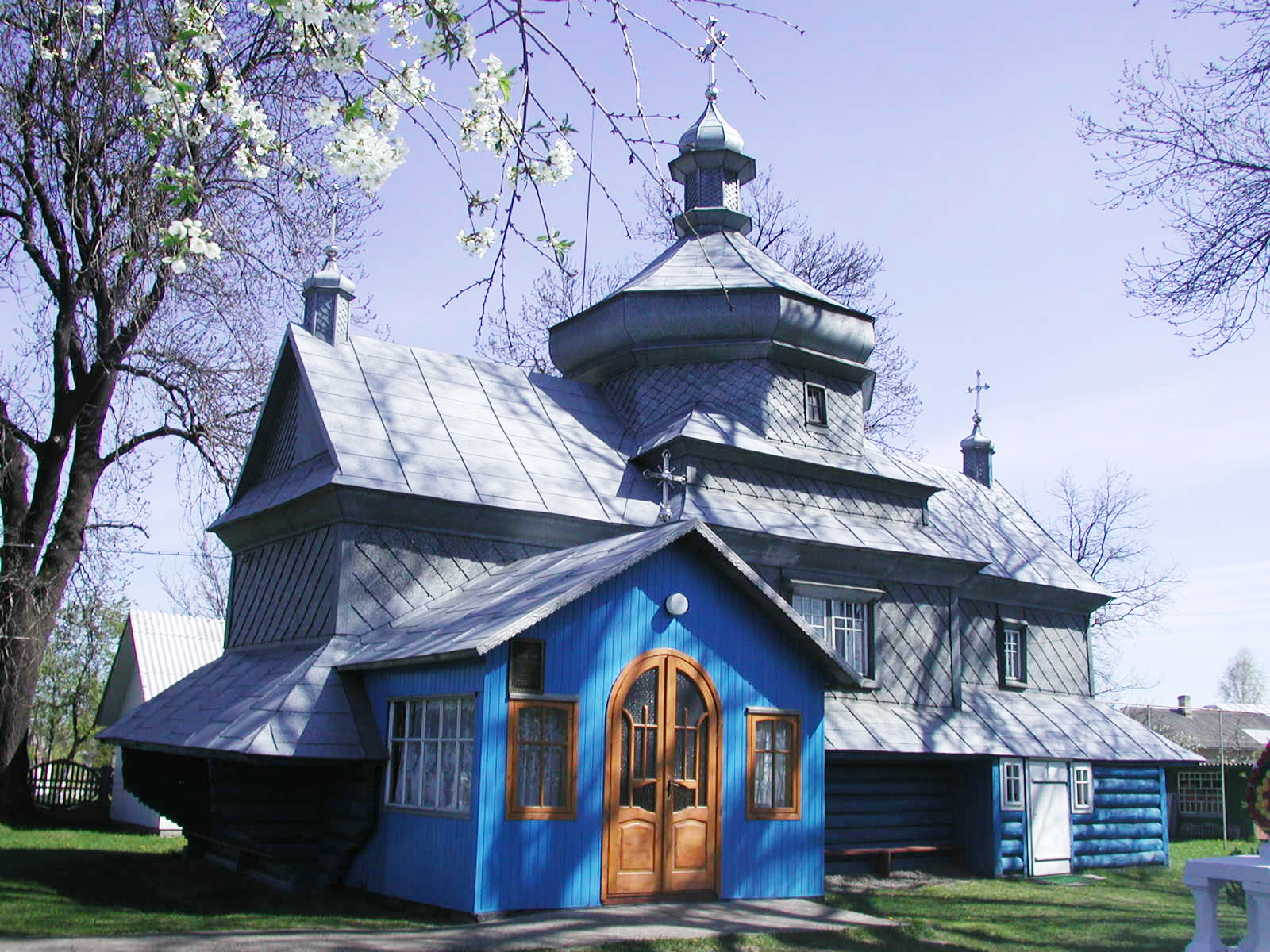
Успенская церковь

Дубовцы (укр. Дубівці) — село в Мамаевской сельской общине Черновицкого района Черновицкой области Украины.
До 2020 года входило в Кицманский район
Население по переписи 2001 года составляло 1232 человека. Телефонный код — 3736. Код КОАТУУ — 7322583201.